# گمینا موناژه
گمینا موناژه (به لهستانی:  Gmina Młynarze) یک گمینا در لهستان است که در شهرستان ماکوف واقع شده‌است. گمینا موناژه ۷۵٫۰۴ کیلومتر مربع مساحت و ۱٬۷۴۷ نفر جمعیت دارد.